# Ричвју (Илиноис)
Ричвју (енгл. Richview) град је у америчкој савезној држави Илиноис.

## Демографија
По попису из 2010. године број становника је 253, што је 55 (-17,9%) становника мање него 2000. године.
| Група             | 2000.       | 2010.       |
| Белци             | 293 (95,1%) | 244 (96,4%) |
| Афроамериканци    | 2 (0,6%)    | 7 (2,8%)    |
| Азијати           | 2 (0,6%)    | 1 (0,4%)    |
| Хиспаноамериканци | 6 (1,9%)    | 0 (0,0%)    |
| Укупно            | 308         | 253         |